# Thinophilus thallasinus
Thinophilus thallasinus är en tvåvingeart som beskrevs av Van Duzee 1926. Thinophilus thallasinus ingår i släktet Thinophilus och familjen styltflugor.
Artens utbredningsområde är Florida. Inga underarter finns listade i Catalogue of Life.